# 前川恵美子
前川 恵美子（まえかわ えみこ、1951年11月9日 - ）は、日本の女優。

## 人物
兵庫県出身。東映京都撮影所 俳優マネージメントに所属していた。
一般社団法人映像コンテンツ権利処理機構においては不明権利者とされている。

## 出演

### 映画
- 宇宙からのメッセージ MESSAGE from SPACE(1978年4月29日、東映） - ジルーシアの女戦士
- 地獄 (1979年6月3日、東映）
- 青春の門（1981年1月15日、東映） - 炭住長屋の住人
- 魔界転生（1981年6月6日、東映）
- 陽暉楼（1983年9月10日、東映） - 芸妓
- 里見八犬伝（1983年12月10日、角川春樹事務所 / 東映京都撮影所） - 毒娘D
- 必殺4 恨みはらします（1987年6月6日、松竹・朝日放送）
- 社葬（1989年6月10日、東映 /東映京都撮影所」
- 忠臣蔵外伝 四谷怪談（1994年10月22日、松竹 / 京都映画＆赤池産業）
- 男たちの大和/YAMATO（2005年12月17日、東映）

### テレビドラマ
- 暴れん坊将軍シリーズ
  - 吉宗評判記 暴れん坊将軍 207話（1978年1月7日 - 1982年5月1日 - 東映、テレビ朝日）
    - 第25話「素破！天下の一大事」（1978年7月8日） - 町人
    - 第64話「槍を持つ手に一番纏」（1979年05月12日） - 娘
    - 第91話「対決！嵐の甲府城」（1979年12月15日） - お梅
    - 第93話「呆れかえった武門の意地」（1979年12月29日） - 美代春
    - 第106話「将軍はんて何んどすえ？」（1980年4月5日） - 舞妓
    - 第119話「女狐が泣いた人情纏」（1980年7月5日） - 腰元
    - 第143話「俺は天下の鼻つまみ」（1981年1月3日） - 小女
    - 第177話「鬼同心が哭いた朝」（1981年9月19日） - 与太者
    - 第184話「蔭に踊らせられた男」（1981年11月7日） - めし屋の小女

  - 暴れん坊将軍II 全191話（1983年3月5日 - 1987年3月7日）
    - 第35話「恋の宴はせつのうおじゃる!」（1983年10月29日頃） - 奥女中
    - 第75話「そっくり新さん恋の仇討ち!」（1984年9月8日） - お蝶
    - 第111話「あらイヤだ!魚の心は恋ごころ」（1985年6月8日） - 長屋のおかみ
    - 第122話「花のお江戸で嫁とるだ!」（1985年8月24日） - おひろ
    - 第143話「悲願!お小夜アイヤぶし」（1986年1月18日頃） - おしま
    - 第161話「暗殺計画、手引きは御生母!?」（1986年7月12日） - 侍女

  - 暴れん坊将軍III 全129話（1988年1月9日 - 1990年9月29日)
    - 第1話「吉宗初暴れ!少女涙の訴え状」(1988年1月9日） - お糸
    - 第33話「消えた目安箱」（1988年8月27日） - お紺
    - 第40話「吉宗が怒った役人天国!」（1988年11月12日） - お松
    - 第43話「悲願成就、半次郎のいのち」（1988年12月3日） - 女
    - 第76話「さらば!愛しき人よ」（1989年8月12日） - 岡場所の女
    - 第100話「春遠き　お捨屋敷の女」（1900年2月4日） - 梅乃の母
    - 第109話「この子どこの子め組の子」（1990年5月5日） - おひさ

  - 暴れん坊将軍VI 全51話（1994年10月8日 - 1996年1月20日）
    - 第13話「母と子の南部牛追い唄」（1995年1月7日頃） - 長屋の女

  - 暴れん坊将軍VII 全18話（1996年7月13日〜1997年1月25日）
    - 第11話「魔剣! 鮮血の花嫁」 - 母親

  - 暴れん坊将軍X 全25話（2000年3月30日~ 2000年9月14日）
    - 第10話「鬼と呼ばれた女! 復讐の幼な子誘拐!!」（2000年6月13日頃、テレビ朝日・東映）
- 赤穂浪士 第27話「母と子 悲願のかたみ」（テレビ朝日、東映京都撮影所）
- 銭形平次 第688話「花かんざしに愛を見た」（1979年9月26日、フジテレビ）
- 桃太郎侍 全258話（1976年10月3日 - 1981年9月27日、日本テレビ / 東映）
  - 第117話「男も惚れる千両役者」（1979年1月14日）
  - 第154話「お救い小屋の山猫娘」（1979年9月30日）
  - 第209話「桃太郎とヘンな泥棒」（1980年10月19日）
- 長七郎天下ご免! 全113話（1979年10月25日~1982年3月25日、テレビ朝日 / 東映）
  - 第15話「酔いどれ女の子守唄」（1980年2月14日） - 女中
  - 第39話「母恋い夢枕」（1980年7月31日） - おちか
  - 第57話「米なき里の豊年踊り」（1981年1月8日）
- 悪党狩り 全24話（1980年10月8日~1981年3月25日、東京12チャンネル / 松竹）
  - 第3話「嵐の中の母子草」（1980年10月22日）
  - 第18話「無実の炎に燃えた奴」（1981年2月11日）
- 雪姫隠密道中記 第16話「もっこ担いで悪退治- 名古屋 -」（1980年7月19日、(毎日放送 / S.H.P / 東映）
- 江戸を斬るシリーズ（TBS / C.A.L）
  - 第6部 第2話「死体が消えた藪の中」（1981年2月23日）
  - 第8部 第3話「悪が群がる地獄島」（1994年2月14日）
- 水戸黄門 (TBS / C.A.L)
  - 第8部 第12話「掏ってしまった仇討免状 -松阪‐」（1977年10月3日） - 旅人 ※前川美恵子と誤表記
  - 第10部 第4話「仇討ち箱根馬子唄 ‐箱根‐」（1979年9月3日） - 旅人
  - 第12部 第6話「助さんそっくり千両役者・郡上八幡」（1981年10月5日）
  - 第13部 第9話「危機一髪！火薬小屋の対決・岡崎」（1982年12月13日） - 村娘
  - 第15部 第10話「嫁が支えた唐津焼 -唐津-」（1985年4月1日） - 旅籠の女中
  - 第30部 第8話「記憶を探した津軽三味線・陸奥十三湊」（2002年2月25日）
  - 第32部 第4話「響け!汗と涙の御諏訪太鼓・諏訪」（2003年8月18日）
  - 第33部 第7話「嘘を承知の親孝行・大和郡山」（2004年5月31日） - 長屋の女将
  - 第37部 第4話「頑固一徹職人魂・松本」（2007年4月30日） - 女将
  - 第38部 第2話「嵐を呼ぶ瀬戸内の謎!・瀬戸内」 - 老看護師
- 新・御金蔵破り（1982年3月19日 フジテレビ、東映）
- 影の軍団 シリーズ（KTV / 東映）
  - 服部半蔵 影の軍団　
    - 第13話「真夜中の美女」（1980年6月24日）
    - 第19話「吸血! 女の館」（1980年8月5日）
    - 第23話「赤い蛇の目は死の宣告」（1980年9月2日）

  - 影の軍団II
    - 第8話「戦慄!尼僧の赤い唇」(1981年11月24日）
    - 第20話「女風呂異変・謎の手形」(1982年2月16日） - お芳

  - 影の軍団III
    - 第17話「満月の夜に鬼女が笑う」（1982年7月27日）
- 源九郎旅日記 葵の暴れん坊 第16話「姫のお国の幽霊武者」（1982年8月28日、テレビ朝日、東映） - お春
- 斬り捨て御免!PART3 第10話「怪盗を追え 死のおとり作戦」（1982年8月11日、テレビ東京）
- 眠狂四郎円月殺法 第18話 「夕陽の群盗多殺剣-土山の巻」（1982年3月23日、テレビ東京）
- 大奥 第42話「少女達の不良白書」（1983年4月5日~1984年3月27日、KTV、東映）
- 長七郎江戸日記 シリーズ
  - 第1シリーズ 全125話（1983年10月18日 ~ 1986年12月23日、日本テレビ、ユニオン映画）
    - 第3話「風流山王祭」（1983年11月1日）
    - 第7話「風流あずま歌」（1983年11月29日）
    - 第18話「友情　雪の舞」（1984年2月21日）
    - 第30話「剣客有情」（1984年7月3日）
    - 第75話「鬼がすむ屋敷」（1985年11月12日）

  - 第2シリーズ 全68話（1988年1月5日 ~ 1989年9月26日、日本テレビ / 六本木オフィス）
    - 第1話「千姫有情 母ありき」スペシャル2時間版
- 必殺シリーズ （ABC / 松竹）
  - 必殺仕事人IV 第33話「勇次悪女軍団と対決する」（1984年6月15日） - 長屋の女房
  - 必殺仕事人V・激闘編 第21話「せんとりつ、酔って暴れる」（1986年5月2日） - お富
- 五瓣の椿 2週連続、全2話（1987年4月16日 - 1987年4月23日、テレビ朝日 / 東映）
- 三匹が斬る! 第9話「十手旅、義賊が吹いたシャボン玉」（1987年12月17日）
- 大岡越前  （TBS / C.A.L）
  - 第5部 第14話「将軍様の人情裁き」
  - 第10部 第22話「駕籠屋が見ていた真犯人」（1988年8月1日）
  - 第15部 第17話「嘘で暴いた大岡裁き」（1999年1月11日）
- 名奉行 遠山の金さん
  - 第1シリーズ 全23話（1988年4月21日 - 1988年11月24日）
    - 第2話「女盗賊の三つの謎」[2]

  - 第2シリーズ 全24話（1989年5月25日 - 1989年11月30日）
    - 第6話「甘い囁きは女の敵」（1989年7月6日）
    - 第14話「お目付け桜と姥ざくら」（1989年9月14日）

  - 第3シリーズ 全27話（1990年7月5日 - 1991年3月28日）
    - 第19話「毒薬を買う女」 (1991年1月24日)

  - 第4シリーズ 全26話（1991年11月7日 - 1992年7月2日）
    - 第24話「百両の夢!殺しの美人くらべ」(1992年6月11日)

  - 第5シリーズ 全31話（1993年3月4日 - 1993年12月16日）
    - 第25話「罠にはまった盗賊夫婦」 (1993年11月4日）
    - 第30話「恐怖!地震があばいた悪の顔」(1993年12月9日）

  - 第7シリーズ 全21話（1995年9月7日 - 1996年3月21日）
    - 第14話「振袖の罠!女形が賭けた夢舞台」(1996年1月25日）

  - 遠山の金さんVS女ねずみ 全20話（1997年2月1日 - 1997年7月5日）
    - 第6話「ニセ小判!蟻が暴く殺人手口」(1997年3月8日）
- 現代恐怖サスペンス第3シリーズ 「すてきな三にんぐみ〜柩から蘇った幽霊」（1988年8月22日、関西テレビ / 東映）
- 関西テレビ制作・月曜夜10時枠の連続ドラマ「京都サスペンス2京都の祭に人が死ぬ　鞍馬の火祭」（1988年10月10日、関西テレビ / 東映）
- 翔んでる!平賀源内 第18話「嘘つき人情夢芝居」（1989年9月4日、TBS / C.A.L）
- 鬼平犯科帳 第1シリーズ 第9話（1989年7月12日 - 1990年2月21日、1990年4月4日、フジテレビ / 松竹）
- 月影兵庫あばれ旅(第2シリーズ) 第2話「辻斬りが惚れた女」（1990年10月14日、テレビ東京 / 松竹）
- 乾いて候（1993年4月7日、フジテレビ / 東映）
- 闇を斬る!大江戸犯科帳 第21話「流人（るにん）の島から来た娘」（1993年12月14日、日本テレビ / ユニオン映画）